# 해상작전헬기
해상작전헬기는 적 함정과 잠수함을 탐지하고 탑재된 대함 및 대잠 무기를 이용하여, 공격까지 수행하는 특수한 헬기를 말한다.

## 대한민국의 해상작전헬기

### 1차 도입사업
수리온 해상형 개발에 앞서 우선 시급한 8대를 2013년 수입 발주하였으며, 미국 MH-60R 시호크와 영국 아구스타웨스트랜드 AW159(와일드캣)이 입찰결과 1차 선정에서 시호크가 선정되었으나, 최종가격협상에 실패, 2013년 1월 15일 김관진 국방장관 주재 하에 열린 제64회 방위사업추진위원회에서 와일드캣으로 불리는 아구스타웨스트랜드 AW159가 최종선정되었다.
도입사업 기간은 2013년부터 2016년까지 4년간이며  8대 도입가격은 총 5,890억원이다.
대한민국이 와일드캣 선정 도입시 음향탐지 장비 설계와 체계통합 기술 등 선진 핵심기술도 이전 받게 되었다.
2016년 6월 13일 수락검사 결과를 통과한 와일드캣 1차분 4대가 도입되었으며 잔여분 4대도 2016년 이내로 도입후 2017년 모두 전력화를 완료할 예정이다.

### 1차사업 후보기종
- 시호크

미국 시콜스키사가 제작한 시호크는 육군의 블랙호크를 개조한 것으로서, 최대이륙중량 10톤으로 아파치 헬기와 무게가 같은 대형 헬기이다. 미국 해군과 일본 해군이 사용한다. 미국의 무기가 항상 그러하듯이, 고성능은 장점이지만, 지나치게 높은 가격이 문제가 되었다. 50 kg 헬파이어 미사일 8발을 장착하여 탱크킬러의 역할도 충분히 소화할 수 있다.
시호크는 대함, 대잠 작전을 동시에 수행할 수 있지만 무장능력에한계가 있는 와일드캣은 1회 출격 때 둘 중 하나만 수행할 수 있다.
- 와일드캣

영국 와일드캣은 한국 해군이 사용중인 슈퍼링크스 헬기를 업그레이드 한 제품이다. 최대이륙중량이 5.3톤에서 6.0톤으로 슈퍼링크스보다 약간 커졌다. 한국의 충무공이순신급 구축함에 탑재한 슈퍼링크스에서 해군 UDT 저격수가 소말리아 해적을 향해 저격하는 뉴스가 보도되었었다. 와일드캣에는 50 kg 헬파이어 미사일은 장착하지 않으나, 13 kg LMM 대전차 미사일을 개발해 장착할 것으로 알려져 있다. 헬파이어 미사일이 처음 개발된 70년대 보다 기술이 발전하여, 요즘은 13 kg으로도 세계의 대부분의 탱크를 관통하는 같은 사거리의 대전차 미사일이 가능해졌다.
시호크는 대당 1500억원을 요구한 것으로 알려져, 정부의 전체예산을 초과하는 문제가 있었는데, 와일드캣은 5890억원 보다 저렴한 값을 제시했다. 구체적인 가격은 공개하지 않았다.
참고로 2006년 6월 22일, 영국 국방부는 10억 파운드(1.7조원)에 70대의 와일드캣을 주문했다. 대략 대당 242억원이다. 영국 육군에 40대, 영국 해군에 30대, 그리고 옵션으로 육해군에 각각 5대를 주문했다. 하지만 2008년 12월 영국 국방부는 주문을 62대로 줄였다. 2009년 중반, 프로그램 비용은 17억 파운드(2.89조원)로 올랐다.

### 2차 개발사업
2차 사업은 2019년부터 2025년까지 진행,  해상작전헬기 12대를 전력화하게 된다.
2016년 6월 한국항공우주산업(KAI)은 유럽 항공기회사 에어버스(AH)와 손잡고 국산 기동헬기 수리온(KUH-1)을 기반으로 해상작전헬기 개발을 추진한다.
향후 10년간 세계 자유진영의 해상작전 헬기 총 예상 수요는 300여대로 예측되며 그중 수리온 해상작전헬기가 개발되면 이 가운데 30%(약100여대)이상의 시장 점유가 가능할 것으로 전망되며 유도미사일인  시 베놈(Sea Venom)과  스파이크 NLOS 무기를 장착하게 된다.  또한 국내뿐만 아니라 세계 모든함정에서 원활한 해상작전을 운용할 수 있도록 주날개를 포함한 동체일부까지도 폴딩하는 기술도 적용된다.
한국항공우주산업(KAI)은 수리온 해상형 시제기로 지상 시험용 1대, 비행 시험용 2대를 제작한다.
2017년 1월, 긴급 소요에 따라 방추위에서 결국 직도입으로 결정되었다. 총 사업비용은 9천억원에 12대 라고 한다.

## 세계 보유수
- 미국 - 500대
- 일본 - 100대
- 대한민국 - 60대
- 프랑스 - 40대
- 영국 - 30대
- 스페인 - 20대
- 러시아 - 40대
- 중국 - 40대

## 같이 보기
- 시호크
- 와일드캣
- 수리온
- 해병대 상륙기동헬기
- 수리온 해상작전헬기
- IAR-330
- 아구스타웨스트랜드 AW-139
- 아구스타웨스트랜드 AW-159
- 카모프 Ka-27